# Kopice (Bośnia i Hercegowina)
Kopice – wieś w Bośni i Hercegowinie, w Federacji Bośni i Hercegowiny, w kantonie zenicko-dobojskim, w gminie Maglaj. W 2013 roku liczyła 1227 mieszkańców, z czego większość stanowili Boszniacy.